# MELLSCOPE
MELLSCOPE es el primer álbum de estudio de la cantante de I've Sound, Mell, publicado el 20 de agosto del 2008. El álbum contiene cuatro nuevas canciones, dos canciones antiguas de un eroge, dos canciones remezcladas (una de las cuales es un remix de su primera canción con I've Sound), y cuatro canciones de sus tres primeros maxisencillos :"Red fraction", "Proof/no vain", y "Virgin's high!/kicks!".
El álbum se estrenó con una versión limitada de formato CD+DVD (GNCV-1005) y una edición regular solamente de CD (GNCV-1006). El DVD contiene el videoclip de "SCOPE" y videoclips alternativos de las canciones: "no vain" y "kicks!". El DVD también contiene un breve documental sobre el tiempo que Mell estuvo viviendo en Francia, además de documentos de las sesiones de fotos para MELLSCOPE así como de sus trabajos con Deep Forest. Finalmente el integrante de Deep forest Eric Mouquet, es entrevistado totalmente en inglés y con subtítulos en japonés.

## Canciones (CD)
1. SCOPE - 4:21
Composición/Arreglos: Kazuya Takase
Letra: MELL
2. Red fraction - 3:41
Composición/Arreglos: Kazuya Takase
Letra: MELL
3. Way beyond there - 5:04
Composición: Tomoyuki Nakazawa
Arreglos: Tomoyuki Nakazawa, Takeshi Ozaki
Letra: MELL
4. repeat - 6:38
Composición/Arreglos/Letra: Kazuya Takase
5. Virgin's high! - 4:21
Composición/Arreglos: Maiko Iuchi
Letra: MELL
6. no vain - 5:59
Composición/Arreglos: Kazuya Takase
Letra: MELL
7. Permit - 4:09
Composición: Tomoyuki Nakazawa
Arreglos: Tomoyuki Nakazawa, Takeshi Ozaki
Letra: MELL (traducción al inglés: Harry Yoshida)
8. Under Superstition - 4:59
Composición/Arreglos: Maiko Iuchi
Letra: MELL
9. kicks! - 3:49
Composición/Arreglos: Kazuya Takase
Letra: MELL
10. The first finale in me - 5:09
Composición/Arreglos: Tomoyuki Nakazawa
Letra: MELL
11. Utsukushiku Ikitai -10 Years anniversary mix- - 5:13
Composición/Letra: Kazuya Takase
Arreglos: Kazuya Takase, Tomoyuki Nakazawa
12. repeat -Deep Forest remix- - 4:49
Composición/Letra: Kazuya Takase
Arreglos: Eric Mouquet (Deep Forest)